# Élection à la direction des Libéraux-démocrates de 2007
L'élection à la direction des Libéraux-démocrates de 2007 a eu lieu le 17 octobre jusqu'au 18 décembre 2007, pour élire le nouveau chef de file du parti, après la démission de Menzies Campbell après que le nouveau premier ministre, Gordon Brown annonce qu'il n'y aura pas d'élections générales en 2007. Menzies Campbell est considéré comme trop âgé et les sondages indiquent une baisse des intentions de vote en faveur des libéraux-démocrates.
Nick Clegg est élu chef du parti face à Chris Huhne.

## Résultats
| Candidat      | Candidat      | Voix   | %    |
| ------------- | ------------- | ------ | ---- |
|               | Nick Clegg    | 20 988 | 50,6 |
|               | Chris Huhne   | 20 477 | 49,4 |
| Participation | Participation | 41 465 | 64,1 |